# Lev Pulver
Pour les articles homonymes, voir Pulver.
Lev Mikhaïlovitch Pulver (Prononciation yiddish: Leib Pulver, yiddish: לייב פּולווער, russe: Пульвер, Лев Михайлович), est un musicien russe d'origine juive . Il est né le 18 décembre (Calendrier grégorien : 6 décembre 1883) à Verkhnedneprovsk, près de Yekaterinoslav (aujourd'hui Dnipropetrovsk), dans l'ancien Empire russe  et aujourd'hui en Ukraine, et décédé le 18 mars 1970 à Moscou. Il fait partie d'une famille de musiciens de tradition klezmer.

## Biographie
Lev Pulver étudie le violon dès l'enfance, d'abord avec son père, puis avec son beau-frère, un disciple du violoniste tchèque Otakar Ševčík. À l'âge de douze ans, il joue dans les mariages et se familiarise avec la musique de tradition juive. En 1908, il est diplômé du Conservatoire de Saint-Pétersbourg, où il étudie le violon et la composition avec Anatoly Lyadov.
Il commence sa carrière comme violoniste et compositeur dans un théâtre ambulant ukrainien. Plus tard, il est premier violon et chef d'orchestre symphonique. Il est l'un des membres fondateurs du Quatuor Stradivarius. Il est ensuite directeur musical du Théâtre d’État juif de Moscou (le « GOSET », (ru) Московский Государственный Еврейский Театр). Il reçoit, entre autres, le titre d'artiste du peuple de la RSFSR.

## Œuvre
Pulver compose de la musique de scène, pour des pièces de Shakespeare (Le Roi Lear),  de Sholom Aleichem (200 000, Les Aventures de Benjamin III, d'après Mendele Moicher Sforim), d'Abraham Goldfaden (La Sorcière, en collaboration avec Joseph Achron), de Zalman Shneyer ( Freylekhs  en collaboration avec Maximilian Steinberg. Il écrit des opérettes (Gulliver, Quel est son nom), de la musique de film, des chansons et des arrangements de chansons populaires yiddish, considérées comme faisant partie du folklore juif. Il est un des musiciens importants marquant la transition entre la musique traditionnelle juive d'Europe orientale et les formes occidentales de musique classique.

## Enregistrements
Quelques enregistrements de la musique de Pulver sont disponibles avec l'orchestre du GOSET, sous la direction de Solomon Mikhoels et Benjamin Zuskin. Plusieurs de ses œuvres ont été interprétées par les chanteurs Solomon Khromchenko, Misha Alexandrovich, Nekhama Lifshitz et Marina Gordon ou les acteurs Emil Gorovets et Boris Landau.

## Filmographie
- 1935 : Frontière

## Source
- (en) Cet article est partiellement ou en totalité issu de l’article de Wikipédia en anglais intitulé « Lev Pulver » (voir la liste des auteurs).